# Ciro Guerra
Pour les articles homonymes, voir Guerra.
Ciro Guerra, né le 6 février 1981 à Río de Oro, est un réalisateur colombien.

## Biographie
Après avoir réalisé quatre courts métrages, Ciro Guerra tourne en vidéo noir et blanc son premier long métrage, La Sombra del caminante, produit entre étudiants de l'École de cinéma de l'université nationale de Colombie, une « fable qui unit victime et bourreau de la guérilla. »
Son deuxième long métrage, Les Voyages du vent, est présenté au festival de Cannes 2009 (sélection Un certain regard).
En 2015, L'Étreinte du serpent lui vaut la reconnaissance internationale, ainsi qu'un prix Platino du meilleur réalisateur en 2016.
Le film Les Oiseaux de passage (Pájaros de verano), coréalisé avec Cristina Gallego, remporte l'Abrazo d'or du meilleur film au festival Biarritz Amérique latine 2018.

### Jury de festivals
- 2017 : membre du jury du 52e festival international du film de Karlovy Vary
- 2019 : président du jury de la Semaine de la critique à Cannes

## Filmographie
- 2004 : L'Ombre de Bogota (La Sombra del caminante)
- 2009 : Les Voyages du vent (Los viajes del viento)
- 2015 : L'Étreinte du serpent (El abrazo de la serpiente)
- 2018 : Les Oiseaux de passage (Pájaros de verano), coréalisé avec Cristina Gallego
- 2019 : Waiting for the Barbarians
- 2019 : La Frontière verte (Frontera verde) mini-série télévisée